# 高知南郵便局
高知南郵便局（こうちみなみゆうびんきょく）は高知県高知市長浜にある郵便局。民営化前の分類では集配普通郵便局であった（現在は集配機能を廃止）。

## 概要
住所：〒781-0270 高知市長浜675番地2
民営化直前の集配業務再編において、多くの集配普通郵便局は統括センターとなったが、当局は配達センターとされたため、民営化後も郵便事業株式会社の支店は併設されず、集配センターが併設された。

## 沿革
- 1874年（明治7年）11月16日 - 長浜（ながはま）郵便取扱所として開設[1]。
- 1875年（明治8年）1月1日 - 長浜郵便局（五等）となる。
- 1885年（明治18年）5月1日 - 貯金取扱を開始。
- 1890年（明治23年）8月1日 - 為替取扱を開始。
- 1903年（明治36年）2月1日 - 長浜郵便電信局となる。
- 1903年（明治36年）4月1日 - 通信官署官制の施行に伴い長浜郵便局となる。
- 1957年（昭和32年）3月1日 - 種崎郵便局[2]から電話交換事務の取扱を移管[3]。
- 1958年（昭和33年）4月1日 - 電話交換事務の取扱を高知電話局に移管。
- 1984年（昭和59年）11月13日 - 和文電報配達業務を高知電報電話局に移管。
- 1993年（平成5年）6月1日 - 特定郵便局から普通郵便局に局種別改定するとともに、高知南郵便局に改称。
- 1993年（平成5年）10月9日 - 瀬戸簡易郵便局の一時閉鎖[4]にともない、取扱事務を承継。
- 2000年（平成12年）8月14日 - 外国通貨の両替および旅行小切手の売買に関する業務取扱を開始。
- 2007年（平成19年）10月1日 - 郵政民営化に伴い、併設された郵便事業高知東支店高知南集配センターに一部業務を移管。
- 2012年（平成24年）10月1日 - 日本郵便株式会社発足に伴い、郵便事業高知東支店高知南集配センターを高知南郵便局に統合。
- 2019年（令和元年）9月23日 - 集配業務を高知中央郵便局に移管、集配郵便局から無集配郵便局へ変更[5][6][7]。

## 取扱内容
- 郵便、印紙、ゆうパック、内容証明
- 貯金、為替、振替、振込、国際送金、国債、投資信託
- 生命保険、バイク自賠責保険、自動車保険
- ゆうちょ銀行ATM

## 周辺
- 高知競馬場
- 高知市立南海中学校
- 高知市立長浜小学校

## アクセス
- とさでん交通長浜バス停下車
- 高知自動車道 高知ICから南へ約11km
- 駐車場あり：10台